# Halichoeres kallochroma
Halichoeres kallochroma (Bleeker, 1853) è un pesce di acqua salata appartenente alla famiglia Labridae.

## Distribuzione e habitat
Proviene dalle barriere coralline dell'est dell'oceano Indiano, in particolare dalla Thailandia e dalle Isole Mentawai. Nuota sia nelle zone ricche di coralli che in quelle con molta vegetazione acquatica come le praterie di fanerogame marine.

## Descrizione
Presenta un corpo allungato, con la testa dal profilo appuntito come la maggior parte degli Halichoeres. Somiglia moltissimo a un'altra specie del suo genere, Halichoeres leucurus, e in passato quest'ultimo e H. kallochroma erano stati considerati un'unica specie. La lunghezza massima registrata è di 12 cm.
Il dimorfismo sessuale è abbastanza evidente soprattutto nella colorazione. Le femmine sono grigiastre a strisce orizzontali e sottili, arancioni. Le labbra sono gialle, mentre le pinne sono prevalentemente trasparenti. Sulla pinna dorsale è presente una macchia nera bordata di azzurro, ce ne è una identica anche sul peduncolo caudale.
I maschi, invece, sono verdi a strisce giallastre orizzontali. Le pinne hanno il bordo violaceo e la pinna caudale ha il margine arrotondato. Ciò che permette di differenziarli subito dagli esemplari femminili è la testa, rossa a strisce viola, e l'assenza di macchie nere.

## Riproduzione
È oviparo e la fecondazione è esterna. Non ci sono cure nei confronti delle uova.

## Conservazione
Viene catturato per essere allevato in acquario, ma molto raramente, e quindi la cattura non rappresenta una minaccia per questa specie; quest'ultima viene classificata come "a rischio minimo" (LC) dalla lista rossa IUCN.